# خودروی نظامی

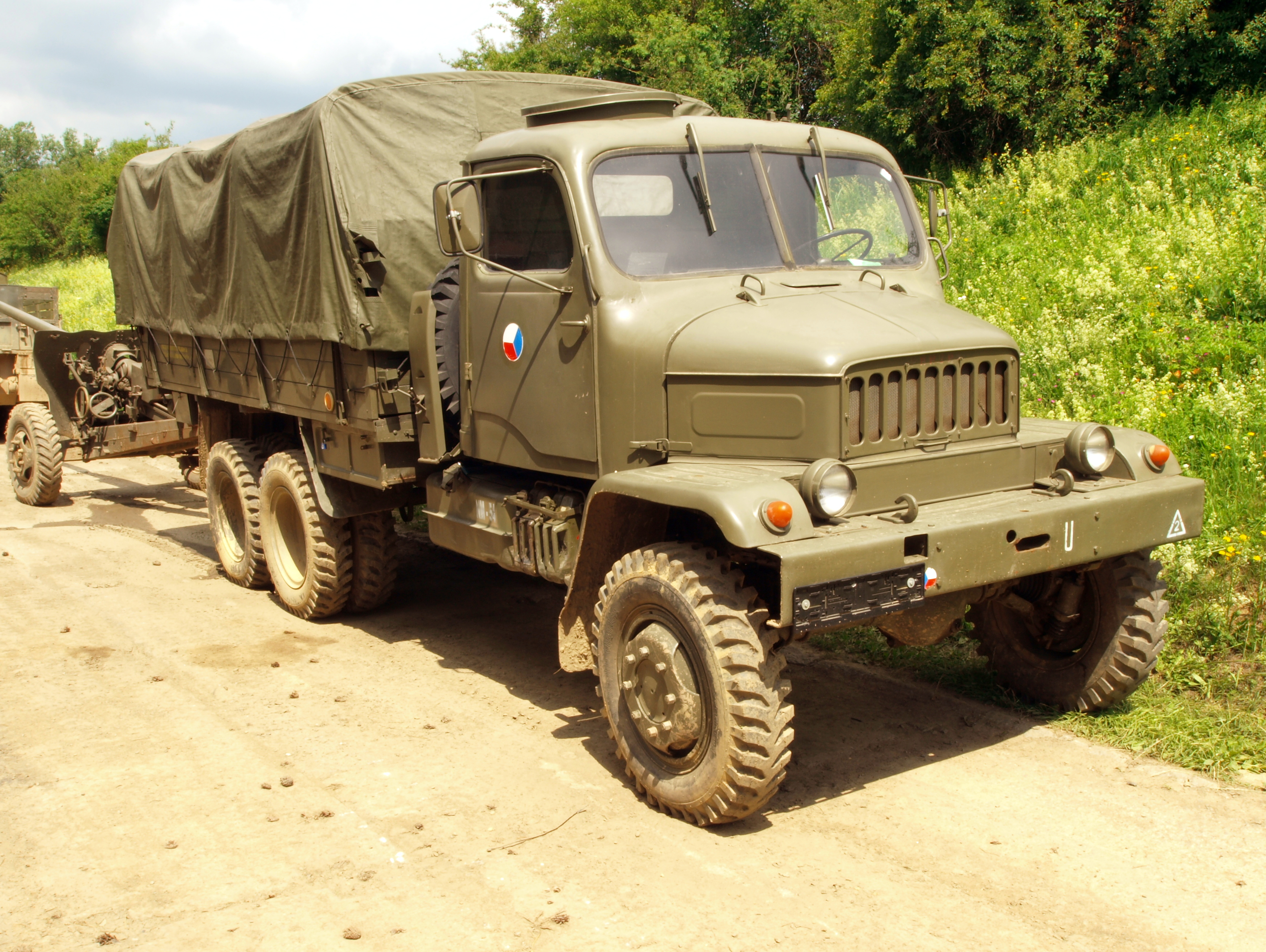
کامیون نظامی در چکسلواکی سابق

خودرو نظامی وسیله‌ای است معمولاً بنزینی یا گازوئیل‌سوز که در جبهه‌ها نبرد و خط مقدم و آمادگی و پشتیبانی و امداد و کمک رسانی و حمل سرباز و ادوات مورد استفاده قرار می‌گیرد.

## شرایط عمومی
- پوشش استانداردهای نظامی
- داشتن اکسل بلند
- ترجیحاً دو دیفرانسیل بودن
- داشتن چرخ‌های لاستیکی توپر یا زنجیرهای شنی یا لاستیکه‌ای مقاوم
- بالا بودن حجم سیلندر
- دارای قابلیت بستن توپ‌های سبک بر روی آن یا تیربارهای سنگین
- دارا بودن بدنه قوی
- جا دارا بودن

## انواع خودروهای نظامی
وسایل نقلیه جنگی زمینی و حمل و نقل نظامی شامل موارد زیر است:
- آمبولانس‌های نظامی
- خودروهای نظامی دوزیست
- Armo خودروهای رزمی قرمز
- دوچرخه های نظامی
- خودروهای جنگ الکترونیکی
- خودروهای مهندسی نظامی
- خودروهای جنگی بداهه
- خودروی تاکتیکی سبک سبک
- وسایل نقلیه سبک نظامی
- موتورسیکلت های نظامی (دسته)
- خودروهای نظامی آفرود
- راه آهن نظامی
- خودروهای شناسایی
- وسایل نقلیه بازیابی
- سلاح های خودران
- تانک ها
- خودروهای نظامی ردیابی شده
- تریلرهای نظامی
- کامیون های نظامی
- وسایل نقلیه نظامی چرخ دار